# Diocese de Cuddapah
A Diocese de Cuddapah (Latim:Dioecesis Cuddapahensis) é uma diocese localizada no município de Kadapa, no estado de Andra Pradexe, pertencente a Arquidiocese de Hyderabad na Índia. Foi fundada em 19 de outubro de 1976 pelo Papa Paulo VI. Com uma população católica de 102.300 habitantes, sendo 1,9% da população total, possui 68 paróquias com dados de 2020.

## História
Em 19 de outubro de 1976 o Papa Paulo VI cria a Diocese de Cuddapah através do território da Diocese de Nellore.

## Lista de bispos
A seguir uma lista de bispos desde a criação da diocese em 1976.
|                          | Nome                       | Período     | Notas                                           |
| Bispos                   | Bispos                     | Bispos      | Bispos                                          |
| ------------------------ | -------------------------- | ----------- | ----------------------------------------------- |
| 5º                       | Paul Prakash Saginala      | 2025-       | Atual                                           |
| 4º                       | Prasad Gallela             | 2008 - 2018 | Bispo emérito                                   |
| 3º                       | Doraboina Moses Prakasam   | 2002 - 2006 | Nomeado bispo de Nellore                        |
| 2º                       | Prakash Mallavarapup       | 1998 - 2002 | Nomeado bispo de Vijayawada                     |
| 1º                       | Abraham Aruliah Somavarapa | 1976 - 1998 | Administrador apostólico de Kurnool 1991 - 1993 |
| Administrador apostólico |                            |             |                                                 |
|                          | Bali Gali                  | 2018-2025   | Bispo emérito de Guntur                         |